# Fed Cup 2012 Zona Euro-Africana Gruppo I - Pool B
Il Pool B della zona Euro-Africana Gruppo I nella Fed Cup 2012 è uno dei quattro gruppi in cui è suddiviso il Gruppo I della zona Euro-Africana. Quattro squadre si sono scontrate nel formato round robin. (vedi anche Pool A, Pool C, Pool D)
|   | Pool B                     | Svezia (bandiera) | Ungheria (bandiera) | Bosnia ed Erzegovina (bandiera) | Grecia (bandiera) |
| 1 | Svezia (3-0)               |                   | 2-1                 | 3-0                             | 2-1               |
| 2 | Ungheria (2-1)             | 1-2               |                     | 2-1                             | 3-0               |
| 3 | Bosnia ed Erzegovina (1-2) | 0-3               | 1-2                 |                                 | 3-0               |
| 4 | Grecia (0-3)               | 1-2               | 0-3                 | 0-3                             |                   |

## Svezia vs. Bosnia ed Erzegovina
| Svezia 3 | Municipal Tennis Club, Eilat, Israele 1º febbraio 2012 cemento outdoor (acrilico) | Municipal Tennis Club, Eilat, Israele 1º febbraio 2012 cemento outdoor (acrilico) | Bosnia ed Erzegovina 0 |     |   |  |
| \| \| \| \| 1 \| 2 \| 3 \| \| \| - \| \| ------------------------------------------------------------------ \| --- \| --- \| - \| \| \| 1 \| \| Sofia Arvidsson Jelena Stanivuk \| 6 1 \| 6 0 \| \| \| \| 2 \| \| Johanna Larsson Anita Husarić \| 6 2 \| 6 1 \| \| \| \| 3 \| \| Sofia Arvidsson / Johanna Larsson Jelena Stanivuk / Jasmina Tinjić \| 6 2 \| 6 3 \| \| \| |                                                                                   |                                                                                   |                        |     |   |  |
| |                                                                                   |                                                                                   | 1                      | 2   | 3 |  |
| 1 | Svezia (bandiera) · Bosnia ed Erzegovina (bandiera)                               | Sofia Arvidsson Jelena Stanivuk                                                   | 6 1                    | 6 0 |   |  |
| 2 | Svezia (bandiera) · Bosnia ed Erzegovina (bandiera)                               | Johanna Larsson Anita Husarić                                                     | 6 2                    | 6 1 |   |  |
| 3 | Svezia (bandiera) · Bosnia ed Erzegovina (bandiera)                               | Sofia Arvidsson / Johanna Larsson Jelena Stanivuk / Jasmina Tinjić                | 6 2                    | 6 3 |   |  |

## Ungheria vs. Grecia
| Ungheria 3 | Municipal Tennis Club, Eilat, Israele 1º febbraio 2012 cemento outdoor (acrilico) | Municipal Tennis Club, Eilat, Israele 1º febbraio 2012 cemento outdoor (acrilico) | Grecia 0 |     |   |  |
| \| \| \| \| 1 \| 2 \| 3 \| \| \| - \| \| ---------------------------------------------------------------- \| --- \| --- \| - \| \| \| 1 \| \| Réka-Luca Jani Maria Sakkarī \| 6 4 \| 7 5 \| \| \| \| 2 \| \| Tímea Babos Despina Papamichail \| 6 4 \| 6 0 \| \| \| \| 3 \| \| Tímea Babos / Katalin Marosi Despina Papamichail / Agni Stefanou \| 6 2 \| 6 4 \| \| \| |                                                                                   |                                                                                   |          |     |   |  |
| |                                                                                   |                                                                                   | 1        | 2   | 3 |  |
| 1 | Ungheria (bandiera) · Grecia (bandiera)                                           | Réka-Luca Jani Maria Sakkarī                                                      | 6 4      | 7 5 |   |  |
| 2 | Ungheria (bandiera) · Grecia (bandiera)                                           | Tímea Babos Despina Papamichail                                                   | 6 4      | 6 0 |   |  |
| 3 | Ungheria (bandiera) · Grecia (bandiera)                                           | Tímea Babos / Katalin Marosi Despina Papamichail / Agni Stefanou                  | 6 2      | 6 4 |   |  |

## Svezia vs. Ungheria
| Svezia 2 | Municipal Tennis Club, Eilat, Israele 2 febbraio 2012 cemento outdoor (acrilico) | Municipal Tennis Club, Eilat, Israele 2 febbraio 2012 cemento outdoor (acrilico) | Ungheria 1 |     |     |  |
| \| \| \| \| 1 \| 2 \| 3 \| \| \| - \| \| -------------------------------------------------------------- \| ---- \| --- \| --- \| \| \| 1 \| \| Sofia Arvidsson Réka-Luca Jani \| 6 4 \| 6 3 \| \| \| \| 2 \| \| Johanna Larsson Tímea Babos \| 5 7 \| 5 7 \| \| \| \| 3 \| \| Sofia Arvidsson / Johanna Larsson Tímea Babos / Réka-Luca Jani \| 7 69 \| 2 6 \| 6 4 \| \| |                                                                                  |                                                                                  |            |     |     |  |
| |                                                                                  |                                                                                  | 1          | 2   | 3   |  |
| 1 | Svezia (bandiera) · Ungheria (bandiera)                                          | Sofia Arvidsson Réka-Luca Jani                                                   | 6 4        | 6 3 |     |  |
| 2 | Svezia (bandiera) · Ungheria (bandiera)                                          | Johanna Larsson Tímea Babos                                                      | 5 7        | 5 7 |     |  |
| 3 | Svezia (bandiera) · Ungheria (bandiera)                                          | Sofia Arvidsson / Johanna Larsson Tímea Babos / Réka-Luca Jani                   | 7 69       | 2 6 | 6 4 |  |

## Grecia vs. Bosnia ed Erzegovina
| Grecia 0 | Municipal Tennis Club, Eilat, Israele 2 febbraio 2012 cemento outdoor (acrilico) | Municipal Tennis Club, Eilat, Israele 2 febbraio 2012 cemento outdoor (acrilico) | Bosnia ed Erzegovina 3 |     |     |  |
| \| \| \| \| 1 \| 2 \| 3 \| \| \| - \| \| -------------------------------------------------------------------- \| --- \| --- \| --- \| \| \| 1 \| \| Maria Sakkarī Anita Husarić \| 4 6 \| 4 6 \| \| \| \| 2 \| \| Despina Papamichail Jasmina Tinjić \| 6 7 \| 2 6 \| \| \| \| 3 \| \| Despina Papamichail / Maria Sakkarī Jelena Stanivuk / Jasmina Tinjić \| 4 6 \| 7 5 \| 0 6 \| \| |                                                                                  |                                                                                  |                        |     |     |  |
| |                                                                                  |                                                                                  | 1                      | 2   | 3   |  |
| 1 | Grecia (bandiera) · Bosnia ed Erzegovina (bandiera)                              | Maria Sakkarī Anita Husarić                                                      | 4 6                    | 4 6 |     |  |
| 2 | Grecia (bandiera) · Bosnia ed Erzegovina (bandiera)                              | Despina Papamichail Jasmina Tinjić                                               | 6 7                    | 2 6 |     |  |
| 3 | Grecia (bandiera) · Bosnia ed Erzegovina (bandiera)                              | Despina Papamichail / Maria Sakkarī Jelena Stanivuk / Jasmina Tinjić             | 4 6                    | 7 5 | 0 6 |  |

## Svezia vs. Grecia
| Svezia 2 | Municipal Tennis Club, Eilat, Israele 3 febbraio 2012 cemento outdoor (acrilico) | Municipal Tennis Club, Eilat, Israele 3 febbraio 2012 cemento outdoor (acrilico) | Grecia 1 |     |   |  |
| \| \| \| \| 1 \| 2 \| 3 \| \| \| - \| \| ------------------------------------------------------------------- \| --- \| --- \| - \| \| \| 1 \| \| Ellen Allgurin Maria Sakkarī \| 6 1 \| 6 2 \| \| \| \| 2 \| \| Hilda Melander Despina Papamichail \| 4 6 \| 4 6 \| \| \| \| 3 \| \| Ellen Allgurin / Hilda Melander Despina Papamichail / Agni Stefanou \| 6 1 \| 6 2 \| \| \| |                                                                                  |                                                                                  |          |     |   |  |
| |                                                                                  |                                                                                  | 1        | 2   | 3 |  |
| 1 | Svezia (bandiera) · Grecia (bandiera)                                            | Ellen Allgurin Maria Sakkarī                                                     | 6 1      | 6 2 |   |  |
| 2 | Svezia (bandiera) · Grecia (bandiera)                                            | Hilda Melander Despina Papamichail                                               | 4 6      | 4 6 |   |  |
| 3 | Svezia (bandiera) · Grecia (bandiera)                                            | Ellen Allgurin / Hilda Melander Despina Papamichail / Agni Stefanou              | 6 1      | 6 2 |   |  |

## Ungheria vs. Bosnia ed Erzegovina
| Ungheria 2 | Municipal Tennis Club, Eilat, Israele 3 febbraio 2012 cemento outdoor (acrilico) | Municipal Tennis Club, Eilat, Israele 3 febbraio 2012 cemento outdoor (acrilico) | Bosnia ed Erzegovina 1 |     |     |  |
| \| \| \| \| 1 \| 2 \| 3 \| \| \| - \| \| ------------------------------------------------------------- \| --- \| --- \| --- \| \| \| 1 \| \| Réka-Luca Jani Anita Husarić \| 3 6 \| 6 1 \| 6 2 \| \| \| 2 \| \| Tímea Babos Jasmina Tinjić \| 4 6 \| 2 6 \| \| \| \| 3 \| \| Tímea Babos / Réka-Luca Jani Jelena Stanivuk / Jasmina Tinjić \| 6 1 \| 6 4 \| \| \| |                                                                                  |                                                                                  |                        |     |     |  |
| |                                                                                  |                                                                                  | 1                      | 2   | 3   |  |
| 1 | Ungheria (bandiera) · Bosnia ed Erzegovina (bandiera)                            | Réka-Luca Jani Anita Husarić                                                     | 3 6                    | 6 1 | 6 2 |  |
| 2 | Ungheria (bandiera) · Bosnia ed Erzegovina (bandiera)                            | Tímea Babos Jasmina Tinjić                                                       | 4 6                    | 2 6 |     |  |
| 3 | Ungheria (bandiera) · Bosnia ed Erzegovina (bandiera)                            | Tímea Babos / Réka-Luca Jani Jelena Stanivuk / Jasmina Tinjić                    | 6 1                    | 6 4 |     |  |

## Verdetti
- Svezia ammessa al playoff contro la prima del Pool D (Polonia) per uno dei due posti (l'altro se lo contendono le vincitrici degli altri due pool) agli spareggi per il Gruppo Mondiale II.
- Grecia condannata al playout contro l'ultima del Pool D (Lussemburgo) per evitare la retrocessione al Gruppo II.